# Cymaenes mabillei
Cymaenes mabillei is een vlinder uit de familie van de dikkopjes (Hesperiidae). De wetenschappelijke naam van de soort is voor het eerst geldig gepubliceerd in 1911 door Eugenio Giacomelli.